# Sant Julià de Cerdanyola
Sant Julià de Cerdanyola (em catalão e oficialmente) ou San Julián de Cerdañola (em castelhano; no passado San Julián de Serdañola) é um município da Espanha na comarca de Berguedà, província de Barcelona, comunidade autónoma da Catalunha. Tem 11,61 km² de área e em 2021 tinha 235 habitantes (densidade: 20,2 hab./km²).

## Demografia

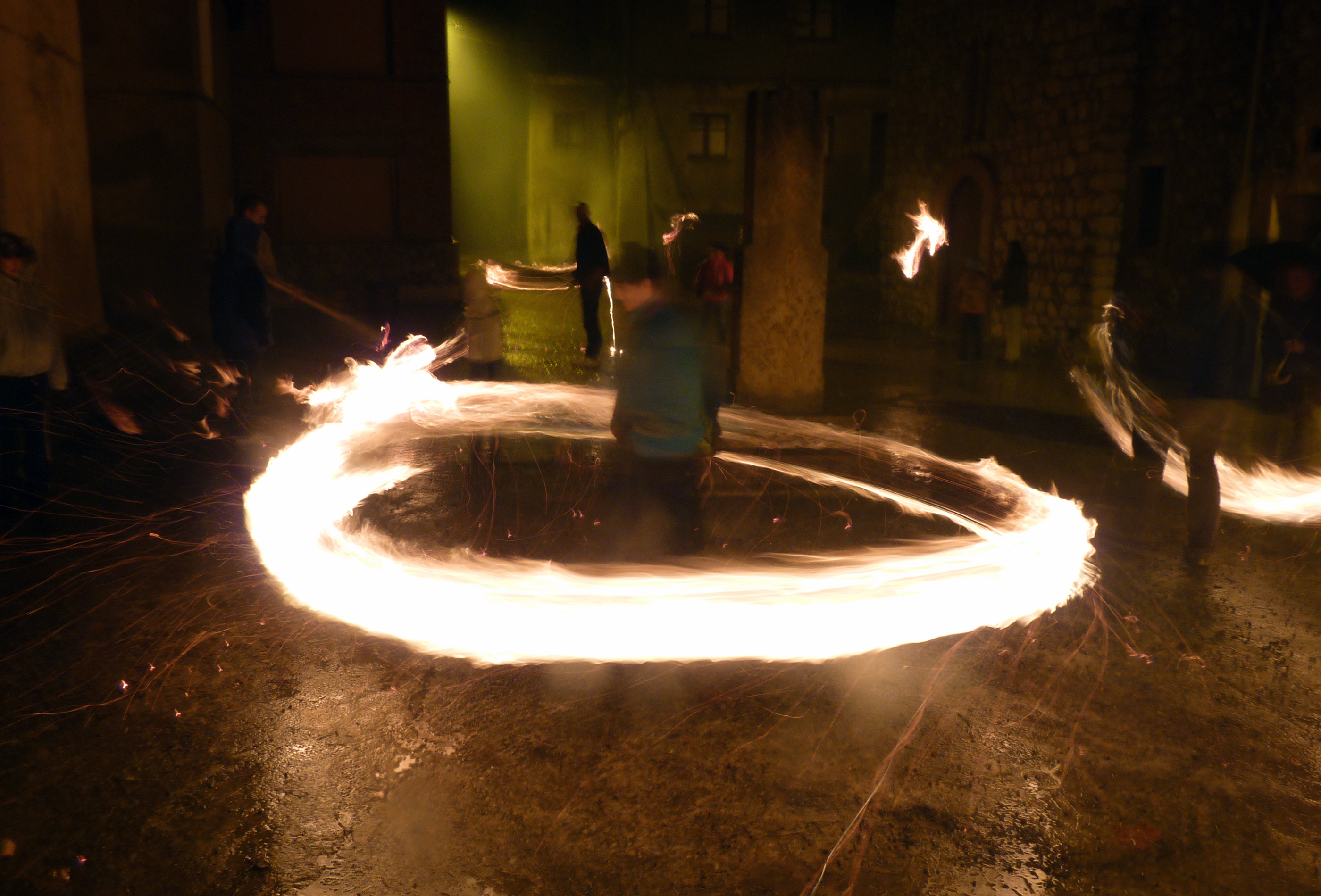
Fia-Faia, uma festa natalícia semelhante às festas do fogo do solstício de verão nos Pirenéus, que ao contrário destas, em Sant Julià de Cerdanyola são realizadas no solstício de inverno

| Variação demográfica do município entre 1996 e 2006[carece de fontes?] | Variação demográfica do município entre 1996 e 2006[carece de fontes?] | Variação demográfica do município entre 1996 e 2006[carece de fontes?] | Variação demográfica do município entre 1996 e 2006[carece de fontes?] | Variação demográfica do município entre 1996 e 2006[carece de fontes?] | Variação demográfica do município entre 1996 e 2006[carece de fontes?] |
| ---------------------------------------------------------------------- | ---------------------------------------------------------------------- | ---------------------------------------------------------------------- | ---------------------------------------------------------------------- | ---------------------------------------------------------------------- | ---------------------------------------------------------------------- |
| 1996                                                                   | 1998                                                                   | 2000                                                                   | 2002                                                                   | 2004                                                                   | 2006                                                                   |
| 217                                                                    | 219                                                                    | 227                                                                    | 241                                                                    | 260                                                                    | 259                                                                    |